# Las compañeras de viaje

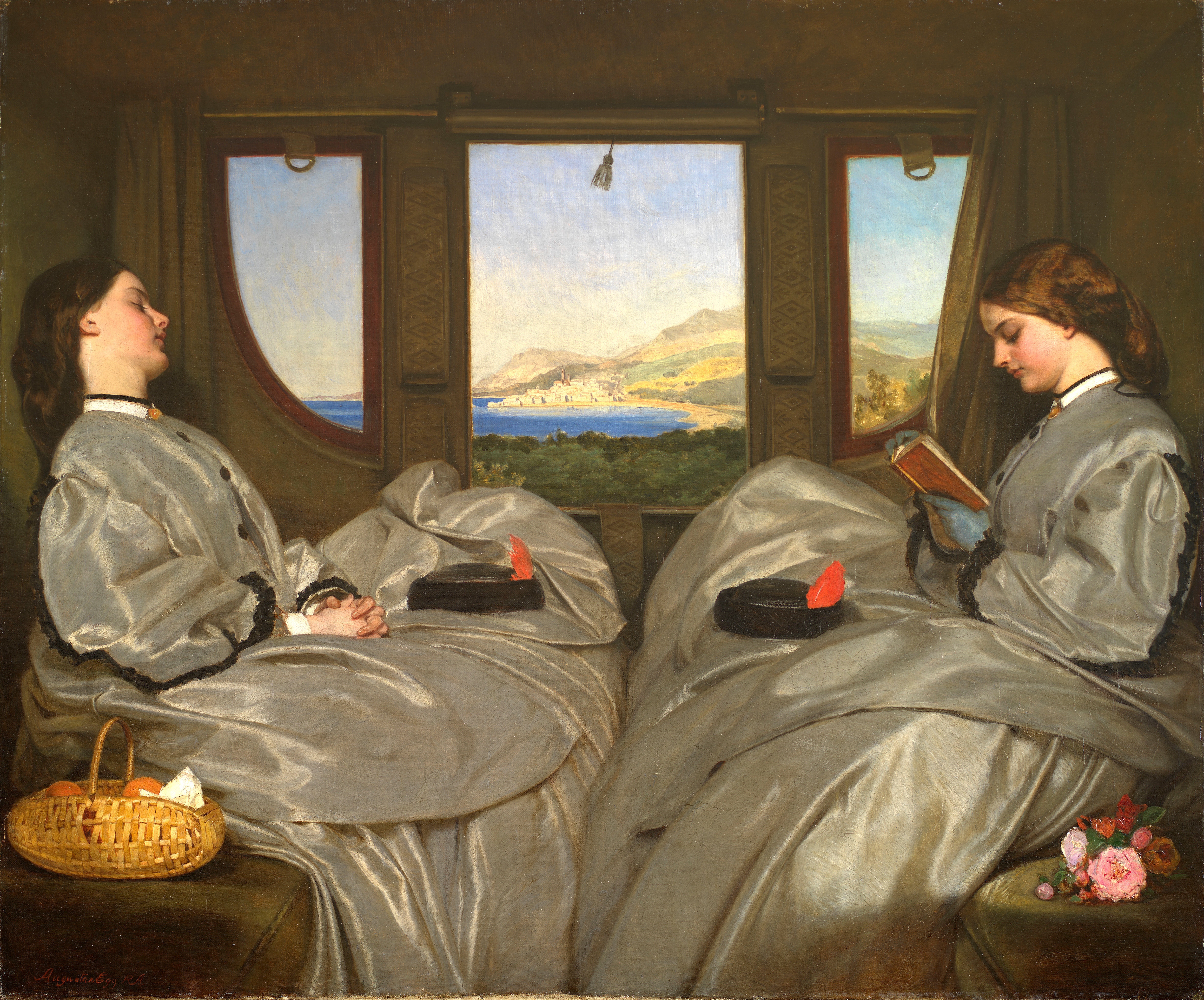
Augustus Leopold Egg, Las compañeras de viaje, 1862, óleo sobre lienzo, 65,3 x 78,7 cm, Museo y Galería de Arte de Birmingham.

Las compañeras de viaje o Compañeras de viaje es una pintura al óleo sobre lienzo de 1862 del artista británico Augustus Leopold Egg.
Se encuentra en el Museo y Galería de Arte de Birmingham,  donado por el John Feeney Charitable Trust en 1956.

## Descripción
El cuadro mide 65,3 x 78,7 cm y  representa a dos jóvenes bien vestidas que están sentadas una frente a la otra en un estrecho vagón de tren de primera clase, como imágenes especulares.  Las mujeres pueden ser hermanas,  o pueden representar dos elementos del carácter de una única mujer.
Las jóvenes damas están vestidas de manera idéntica, con la misma voluminosa ropa de viaje de seda gris, con sus sombreritos colocados idénticamente sobre sus regazos.  Están dispuestas simétricamente en los asientos a ambos lados de la ventanilla del vagón. La ventana tiene tres partes, enmarcando la vista como un tríptico. A través de la ventana se ve la costa de Menton, en la Costa Azul francesa, pero ninguna de las dos mujeres parece prestarle atención.  El tren está en movimiento, como lo atestigua la borla oscilante de la persiana de la ventana. El compartimento en sí es simétrico, al igual que las figuras. 
Sin embargo, la simetría se rompe por una serie de pequeñas diferencias. La mujer de la derecha lee un libro, tiene el cabello recogido, lleva guantes y a su lado hay un ramillete de flores. La pluma roja de su sombrero está perfectamente arreglada. La mujer que está frente a ella está durmiendo, con el cabello suelto, con las manos desnudas y una cesta con naranjas a su lado. La pluma de su sombrero está un poco deshilachada.  El cuadro podría leerse como una versión victoriana de Industria y ociosidad de William Hogarth.

## Realización
Egg viajó con frecuencia al sur de Inglaterra y al sur de Francia, buscando alivio para su asma de toda la vida. 
Fue uno de los últimos cuadros realizados por Egg antes de su muerte en 1863.

## Influencias

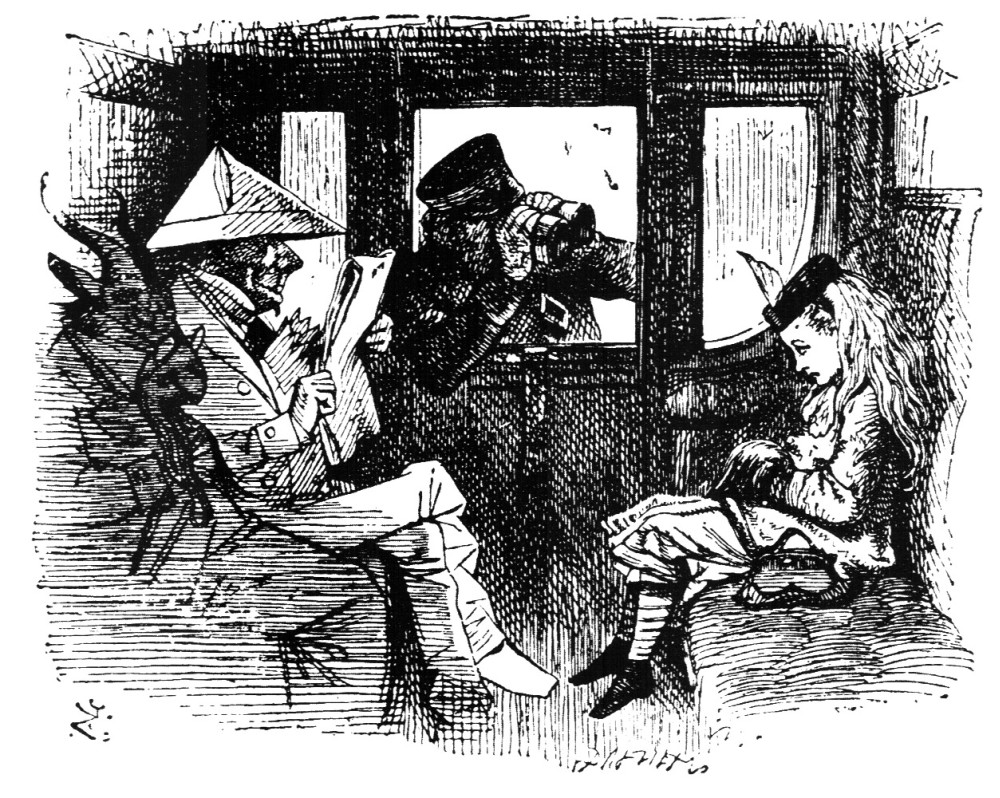
Grabado en madera según John Tenniel de Alicia a través del espejo.

El tema ferroviario se hizo popular en Inglaterra después de la pintura de William Powell Frith de 1862, La estación de tren.
La pintura influyó en una ilustración de John Tenniel en Alicia a través del espejo, en la que Alicia viste un traje y un sombrero en un vagón de tren, sentada frente a Benjamin Disraeli, que lleva un sombrero de papel y una cabra.